# No Mercy (2005)
No Mercy (2005) — восьмое в истории шоу No Mercy, PPV-шоу, производства американского рестлинг-промоушна World Wrestling Entertainment (WWE). Шоу прошло 9 октября 2005 года в «Тойота-центре» в Хьюстоне, Техас, США. Шоу представлял бренд SmackDown!. Во время шоу прошло 9 поединков.
На шоу было разыграно три из четырёх чемпионских титулов SmackDown, из которых один поменял своего владельца, а два были успешно защищены. Главным событием шоу стал поединок, в котором Батиста защитил титул чемпиона мира в тяжёлом весе в бою против Эдди Герреро. Одним из основных противостояний стал поединок с гробом между Ортонами (Рэнди и «Ковбой» Боб) и Гробовщиком.
Шоу посмотрело по платным кабельным каналам 219 000 человек, что больше аудитории прошлогоднего шоу более чем на 25 000. Когда вышел релиз No Mercy на DVD, он занял 4 место в рейтинге продаж Billboard в разделе развлекательного спорта и оставался в чарте на протяжении 4 недель.

## Результаты
| №                                 | Результат | Условия                                              | Время |
| --------------------------------- | --- | ---------------------------------------------------- | ----- |
| 0 !                               | Уильям Ригал и Пол Бёрчил победили Пола Лондона и Брайана Кендрика                                                      | Командный поединок                                   | N/A   |
| 1                                 | The Legion of Doom (Дорожный воин Зверь и Хайденрайх) и Кристи Хемме победили MNM (Джои Меркури, Джонни Нитро и Мелину) | Смешанный командный поединок шести рестлеров         | 06:28 |
| 2                                 | Бобби Лэшли победил Саймона Дина                                                                                        | Поединок один на один                                | 01:55 |
| 3                                 | Крис Бенуа (c) победил Букера Ти (с Шармель), Кристиан и Орландо Джордана                                               | Четырёхсторонний поединок за титул чемпиона США WWE  | 10:22 |
| 4                                 | Мистер Кеннеди победил Хардкор Холли                                                                                    | Поединок один на один                                | 08:49 |
| 5                                 | Джон «Брэдшоу» Лэйфилд (с Джиллиан Холл) победил Рея Мистерио                                                           | Поединок один на один                                | 13:24 |
| 6                                 | Рэнди Ортон и «Ковбой» Боб Ортон победили Гробовщика                                                                    | Поединок с гробом                                    | 19:16 |
| 7                                 | Хувентуд (с Психозом и Супер Крейзи) победил Нунзио (c) (с Вито)                                                        | Поединок за титул чемпиона WWE в первом среднем весе | 06:38 |
| 8                                 | Батиста (c) победил Эдди Герреро                                                                                        | Поединок за титул чемпиона мира в тяжёлом весе       | 18:40 |
| (c) — чемпион перед началом матча | |                                                      |       |